# Valdemar António Almeida
Valdemar António Almeida, hay Paná (sinh ngày 9 tháng 3 năm 1992), là một cầu thủ bóng đá người Angola thi đấu cho Académico de Viseu theo dạng cho mượn từ Chaves ở vị trí tiền vệ.

## Sự nghiệp bóng đá
Vào ngày 11 tháng 8 năm 2013, Pana có màn ra mắt cho Marítimo B trong trận đấu tại Giải bóng đá hạng nhất quốc gia Bồ Đào Nha 2013–14 trước Sporting Covilhã.

### Bàn thắng quốc tế
Tỉ số và kết quả liệt kê bàn thắng của Angola trước.
| Bàn thắng | Ngày               | Địa điểm                                                    | Đối thủ   | Tỉ số | Kết quả | Giải đấu                            |
| --------- | ------------------ | ----------------------------------------------------------- | --------- | ----- | ------- | ----------------------------------- |
| 1.        | 5 tháng 6 năm 2016 | Sân vận động Barthélemy Boganda, Bangui, Cộng hòa Trung Phi | Trung Phi | 1–3   | 1–3     | Vòng loại Cúp bóng đá châu Phi 2017 |